# 稻葉鞘腐敗病菌
稻葉鞘腐敗病菌（學名：Sarocladium oryzae），又名稻帚枝霉，最早由澤田兼吉於1920年在台北發現，並於1922年發表，當時被命名為Acrocylindrium oryzae（Sawada）。1975年，根據形態學分析，被歸入為新屬帚枝霉屬（Sarocladium）。。本種真菌為造成水稻葉鞘腐敗病的植物病原菌。
其种加词“oryzae ”意为“水稻的”。

## 分類
曾被報導會造成稻葉鞘腐敗病的病原菌共有三種：Sarocladium oryzae、Sarocladium attenuatum及Sarocladium sinense。而根據形態及多基因演化樹的資料，Sarocladium attenuatum目前被認定為是Sarocladium oryzae的同物異名。Sarocladium sinense的特徵是會造成紫鞘的病徵，但由於缺乏活菌株標本及基因序列資料，目前尚無法確認其演化關係。

## 生長形態
在麥芽抽出物培養基上培養之本種菌落為棉狀，背面會產生鮭紅色的色素。分生孢子梗透明、直立，頂端有數個透明、瓶狀的產孢細胞。分生孢子透明、長橢圓形，常常成為一團黏液狀，長3.5-7.0 µm，寬0.8-1.5 µm。

## 病害生態

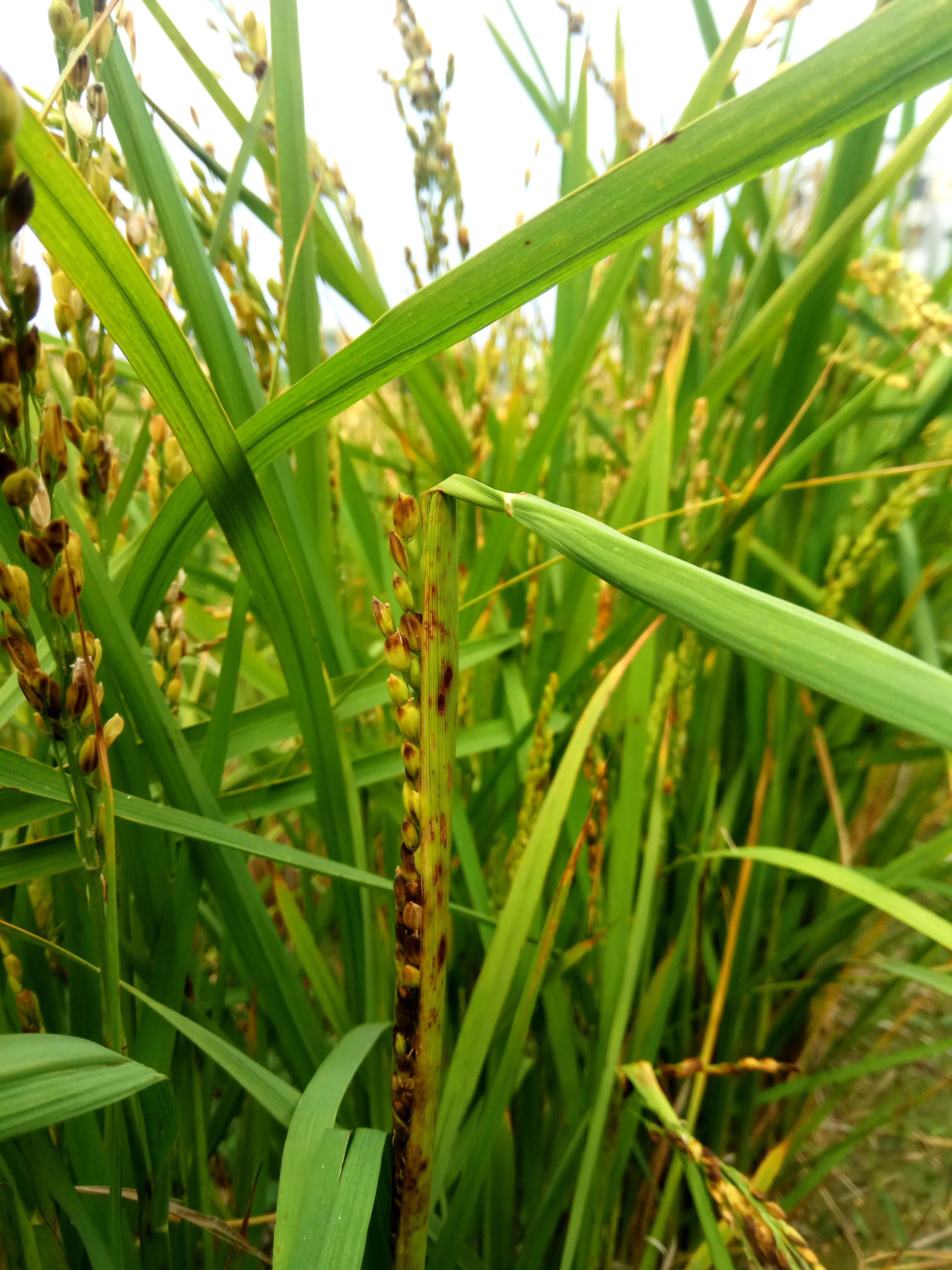
水稻被稻葉鞘腐敗病菌感染之病徵

葉鞘腐敗病在臺灣之二期稻作發生較一期稻作嚴重，主要是二期稻作之生育期溫度較高，適合病害發生。發生時會造成葉鞘褐化，當發生在劍葉（最後一片葉子，包覆稻穗）時，可能會造成稻穗腐爛而不稔。在稻田間發現此病害時，時常會發現其同時與稻細蟎共同存在，因此此病常被認為是兩種生物的複合感染。

## 外部連結
- Index Fungorum （页面存档备份，存于）
- USDA ARS Fungal Database
- Rice Diseases in Mississippi: A Guide to Identification （页面存档备份，存于） (includes photo of sheath rot)